# Pittem
Pittem là một đô thị ở tỉnh Tây Flanders. Đô thị này gồm các thị trấn Egem and Pittem proper. Tại thời điểm ngày 1 tháng 1 năm 2006, Pittem có dân số 6.599 người. Tổng diện tích là 34,42 km² với mật độ dân số là 192 người trên mỗi km².

## Người dân nổi bật
Ferdinand Verbiest, nhà khoa học thế kỷ 17